# Касахара, Такаси
Такаси Касахара (яп. 笠原 隆 Касахара Такаси,  род. 26 марта 1918) — японский футболист, полузащитник, выступавший за Университет Кэйо и национальную сборную Японии.

## Биография
Такаси начинал играть в футбол в средней школе Дайити Кобе. Закончив школу, он поступил в Университет Кэйо и стал выступать за студенческую футбольную команду. В её составе он провёл пять сезонов и выиграл три Кубка Императора. В национальную сборную Японии Такаси вызывался ещё в 1930-х годах, однако первый официальный матч за неё он провёл только в 1940 году: 16 июня полузащитник целиком отыграл встречу со сборной Филиппин в рамках Турнира 2600-летия Японской империи. На этом турнире Такаси также сыграл в матчах против сборных Маньчжоу-го и Китайской республики, однако они не были признаны ФИФА официальными из-за политической изоляции Маньчжоу-го и правительства Ван Цзинвэя. В итоге сборная Японии выиграла это соревнование. В 1941 году Такаси выпустился из университета Кэйо, его дальнейшая судьба неизвестна.

## Статистика выступлений за сборную Японии
| Матчи и голы Касахары за сборную Японии | Матчи и голы Касахары за сборную Японии | Матчи и голы Касахары за сборную Японии | Матчи и голы Касахары за сборную Японии | Матчи и голы Касахары за сборную Японии | Матчи и голы Касахары за сборную Японии |
| №                                       | Дата                                    | Оппонент                                | Счёт                                    | Голы Касахары                           | Соревнование                            |
| --------------------------------------- | --------------------------------------- | --------------------------------------- | --------------------------------------- | --------------------------------------- | --------------------------------------- |
| 1                                       | 16 июня 1940                            | Филиппины                               | 1:0                                     | -                                       | Турнир 2600-летия Японской империи      |

Итого: 1 матч / 0 голов; 1 победа, 0 ничьих, 0 поражений.

## Достижения
«Университет Кэйо»
- Обладатель Кубка императора (3): 1937, 1939, 1940

 Сборная Японии
- Победитель Турнира 2600-летия Японской империи: 1940